# Эстипите
Эстипите (исп. estípite — «гладкий ствол, чаще пальмы») — в архитектуре Испании, Португалии и стран Латинской Америки эпохи барокко XVII—XVIII веков, называемой часто временем «ультрабарокко», — архитектурная деталь — «пилястра или колонна с высокой орнаментированной базой и необычным навершием, подобным опрокинутой пирамиде или обелиску, с также пышно орнаментированной капителью». Такая колонна действительно напоминает ствол пальмы, сужающейся книзу и с пышной кроной наверху. По определению Е. И. Кириченко на такой колонне «вопреки законам статики, установлена вершиной вниз усечённая пирамида. На ней возвышается куб или параллелепипед, потом ещё одна усечённая пирамида, на этот раз поставленная нормально, и, наконец, значительно более широкие, чем завершение пирамиды, капитель и карниз, повторенные несколько раз».
Многие подобные колонны согласно принципам архитектуры барокко сгруппированы в пучки, имеют раскрепованные базы и карнизы, иногда обретают антропоморфный характер. Они встречаются в архитектуре стиля «чурригереско» и в композиции резных и позолоченных архитектонических алтарей, называемых в Испании ретабло. Их также использовали в XVII—XVIII веках для обрамления входных порталов или ниш для статуй. Фуст (ствол) колонны также может быть составным, многоступенчатым, что отражает эстетику не только стиля барокко, но и маньеризма. Сам Хосе Чурригера, один из изобретателей столь причудливой атектоничной формы, использовал эстипите в самых разных сочетаниях в надгробиях, катафалках, кивориях.
В архитектуре стран Латинской Америки эстипите стали применять на фасадах зданий, как культовых, так и светских построек. Их устанавливали в несколько ярусов, дополняя другими декоративными элементами: консолями, волютами, филёнками, гирляндами, маскаронами, фестонами. Наконец, известны интерэстипите (interestípite) — малое эстипите в интерколумниях и обрамлениях небольших ниш или оконных проёмов. Эстипите иногда используют вместе с соломоновыми (витыми) и классическими колоннами.
Происхождение эстипите является предметом дискуссий историков архитектуры. В диссертации Ричарда В. Амеро «Калифорнийское здание: Случай неправильно понятого барокко» утверждается, что первым, кто использовал пилястру-эстипит в здании библиотеки Сан-Лоренцо во Флоренции был Микеланджело (1526). Между тем, Джон Ф. Моффитт в работе «Большая скиния, Вендель Диттерлин и эстипите» (El Sagrario Metropolitano, Wendel Dietterlin, and The Estipite) посчитал, что первым в подобном опыте мог быть испанский художник Хуан де Арфе-и-Вильяфанье. Это видно в книге Хуана де Арфе «Описание кустодии собора в Севилье» (1587).

## Галерея

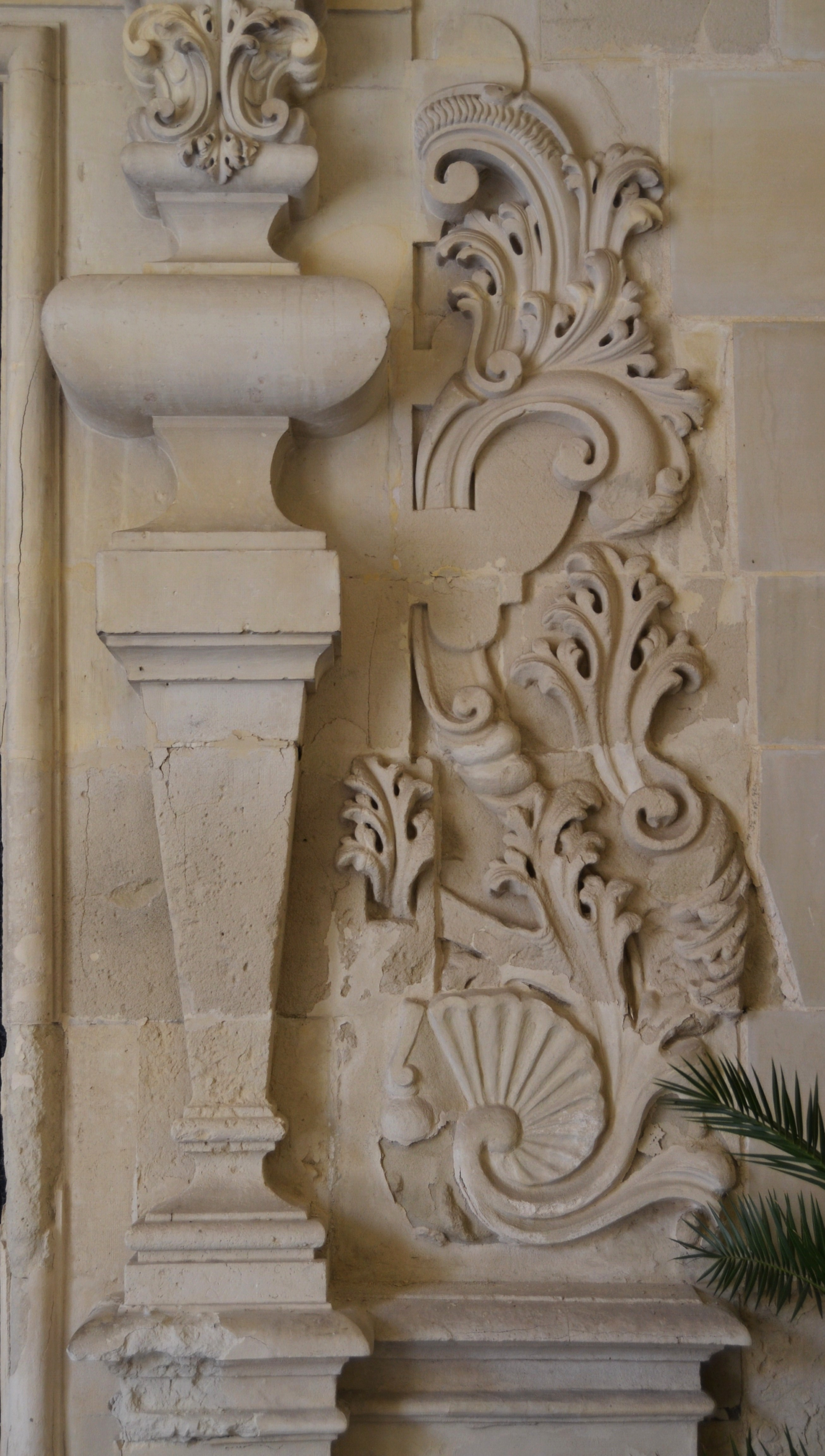
Эстипите барочного дверного проема башни Консель, Валенсия
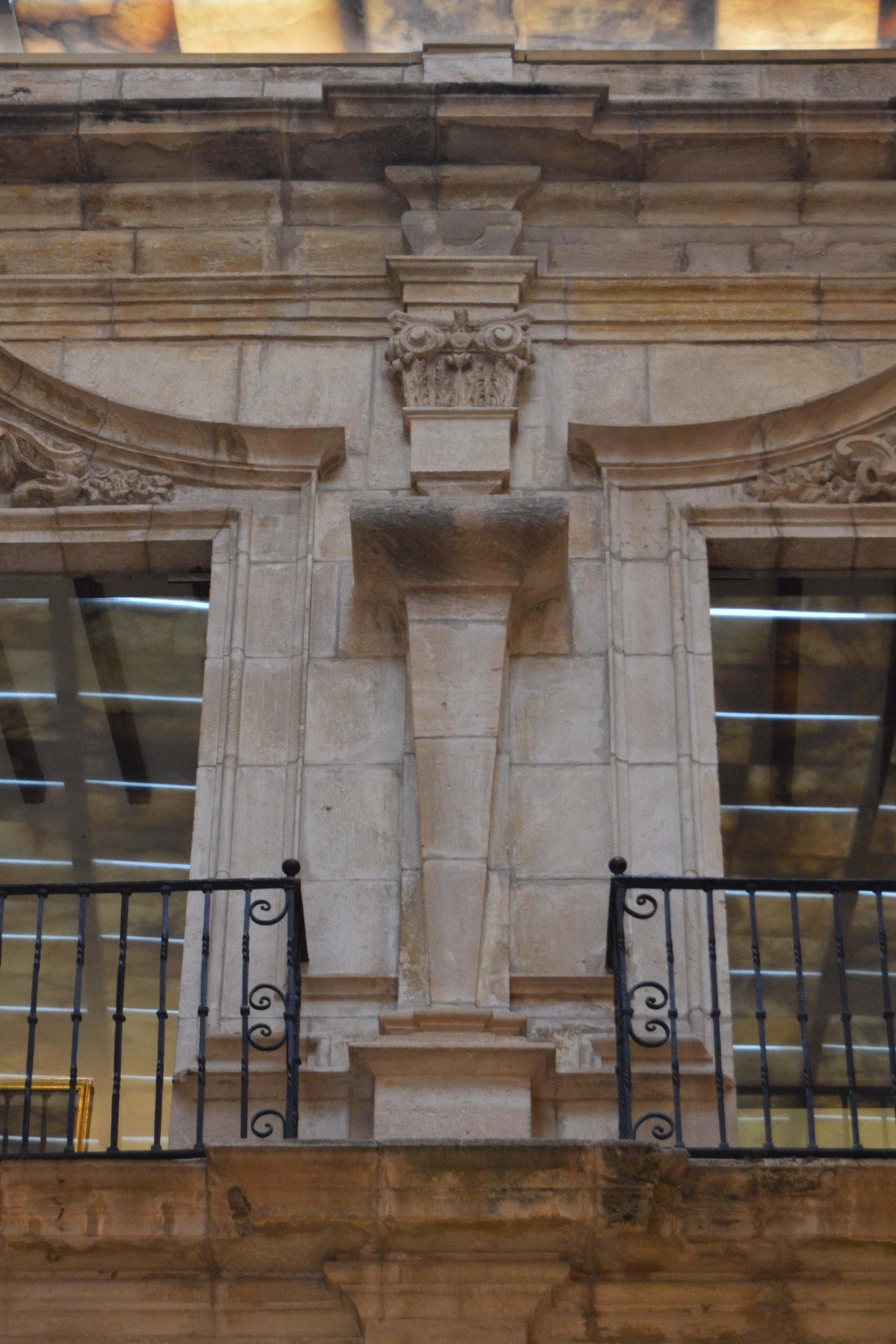
Деталь фасада епископского дворца. Ориола, Португалия
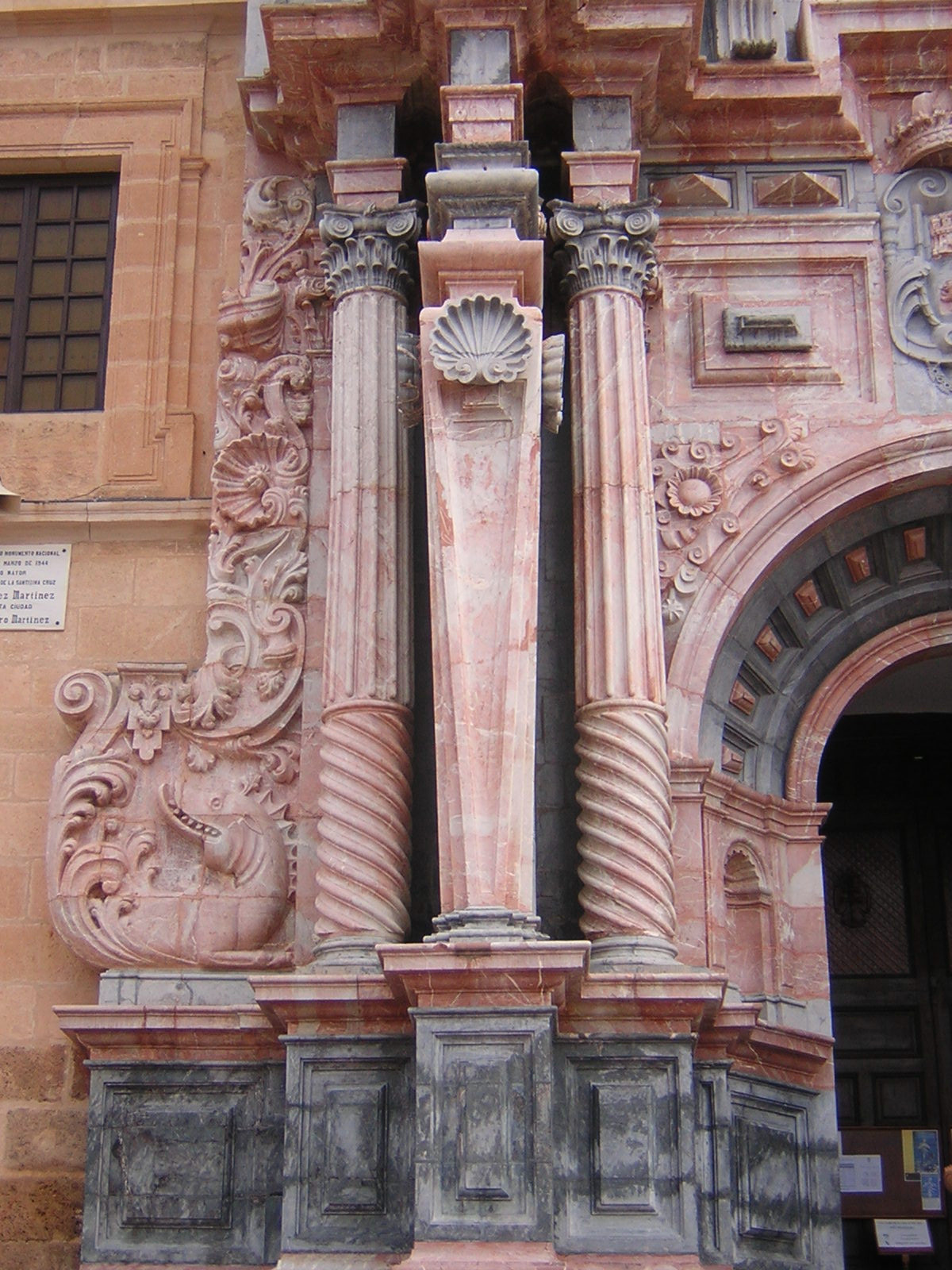
Колонна фасада замка «Истинного Креста» (de la Cruz castle). Каравака-де-ла-Крус, Мурсия, юго-восточная Испания
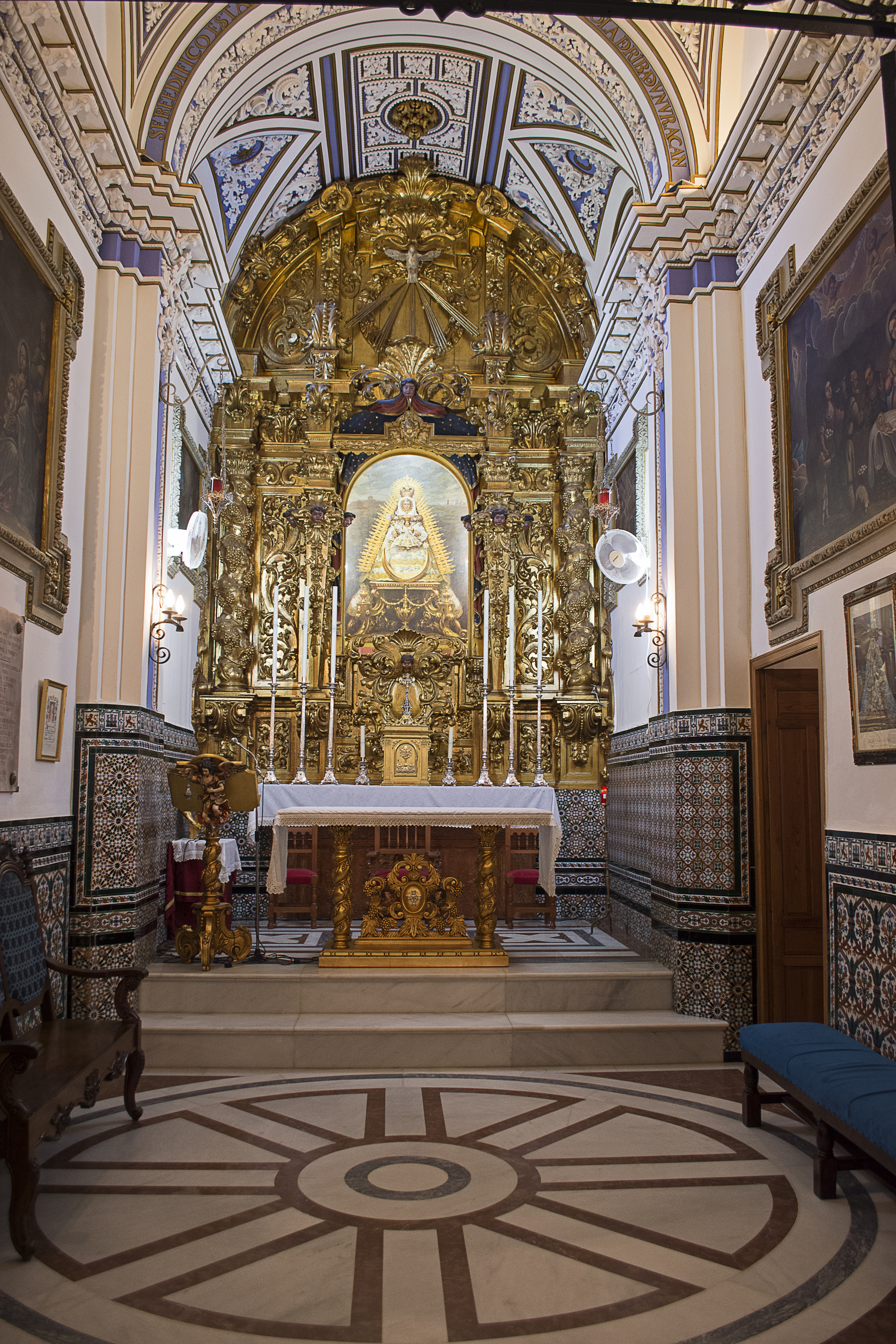
Ретабло скита Сетефилла. Лора-дель-Рио, Севилья
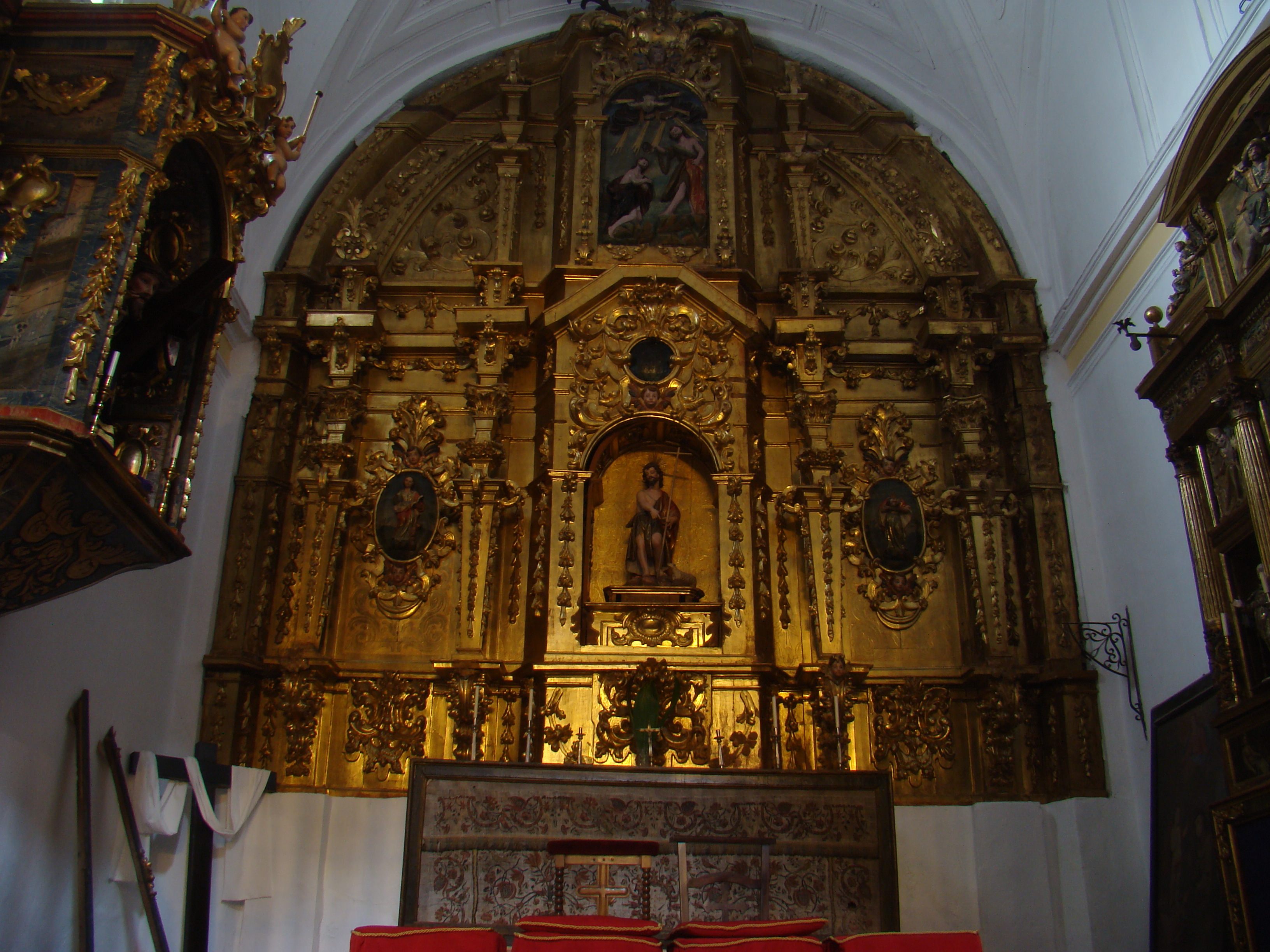
Ретабло Св. Иоанна Крестителя. Церковь Св. Иакова. Сигалес, Вальядолид
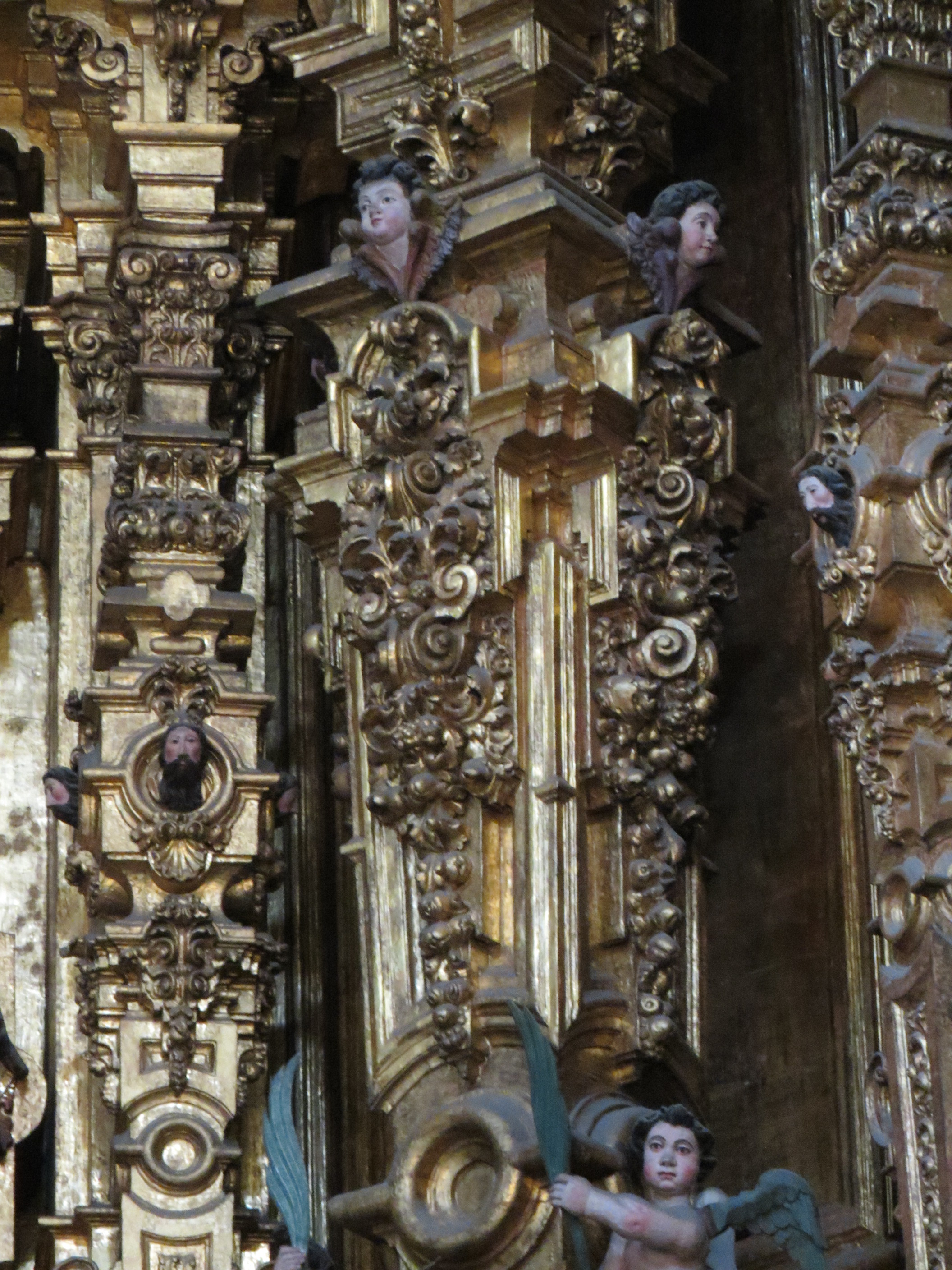
«Ретабло королей». Деталь. Кафедральный собор, Мехико
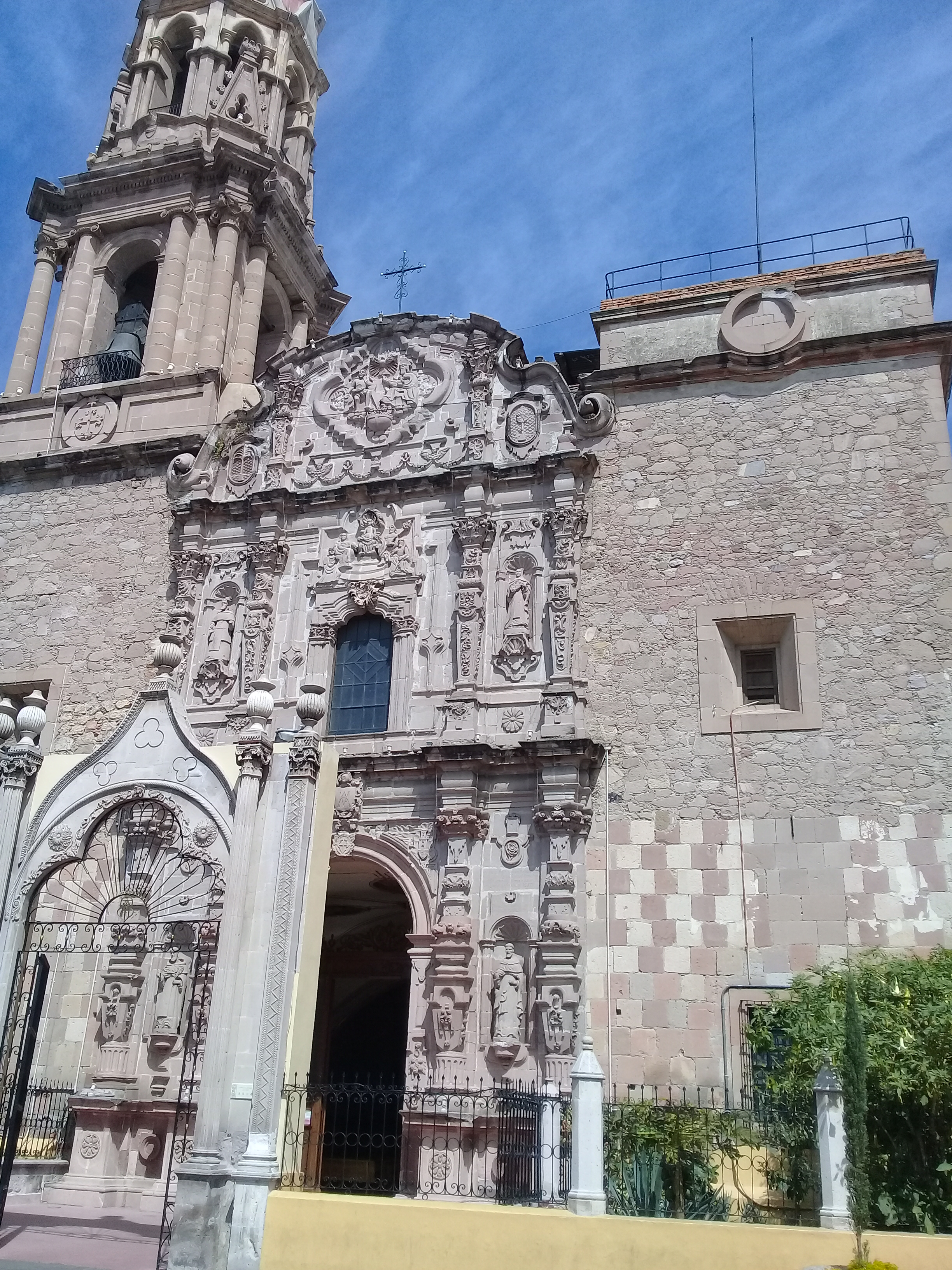
Портал церкви Мадонны Розария. Агуаскальентес, Мексика
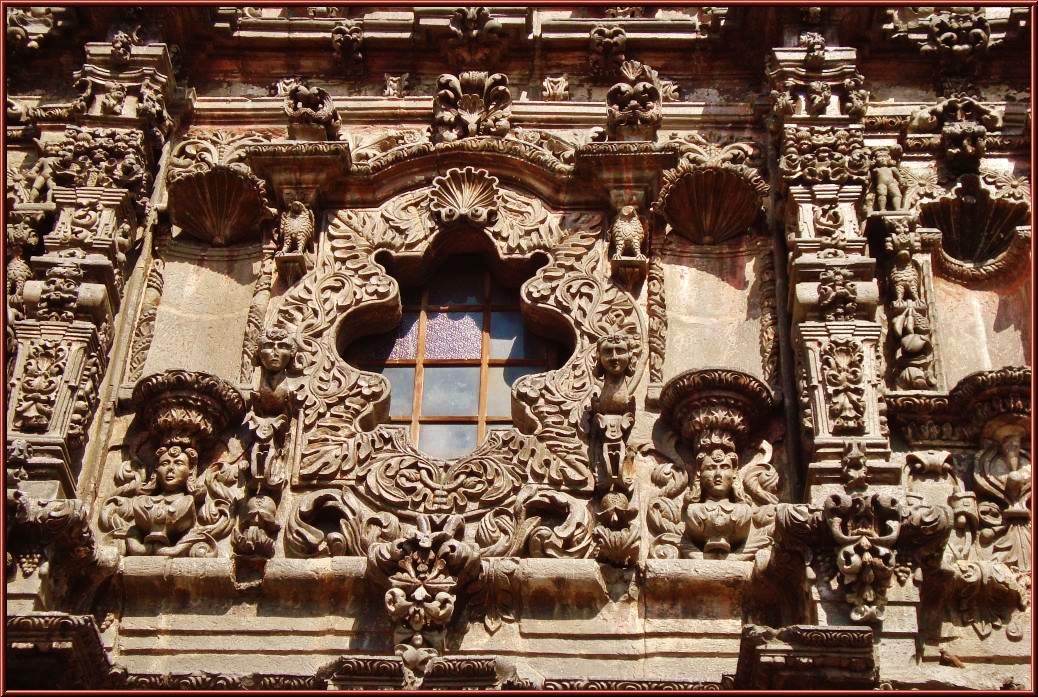
Старый приход (Саламанка). Штат Гуанахуато, Мексика. Деталь фасада